# Psalm 29
Der 29. Psalm (nach griechischer Zählung der 28.) ist ein Psalm Davids und einzuordnen in die Reihe der Hymnen.

## Gliederung
Der Psalm lässt sich in folgende Abschnitte gliedern:
- Vers 1: Ruf an die göttliche Versammlung, JHWH zu ehren (Präludium)
- Vers 2–9: Beschreibung des Donners als JHWHs Stimme („Korpus“)
- Vers 10: siegreicher JHWH (Postludium)

## Datierung
Der Psalm wird als einer der ältesten Psalmen angesehen. Form und Botschaft sind alten kanaanäischen Dichtungen ähnlich. Gerade deshalb wird aber auch manchmal angenommen, der Psalm stamme aus nachexilischer Zeit, in der versucht wurde, den archaischen Stil nachzuahmen.

## Verwendung
In Johann Wolfgang von Goethes bedeutendem Werk Faust wird der Psalm im „Gesang der Erzengel“ nachgeahmt.